# Upplands runinskrifter 345
Upplands runinskrifter 345 är en försvunnen vikingatida runsten som varit rest i Yttergärde, Orkesta socken och Vallentuna kommun.

## Inskriften
Translitterering av runraden:
[...- risti · stin · þina · iftiʀ · urm · su(n) ... ifti(ʀ) s-k · uk · lit · kira · bru · þ(a)-i · furiʀ · ot · uk · salu · þiʀa · ... uitrik · þasi · þit uit uiti iftiʀ]
Normalisering till runsvenska:
... ræisti stæin þenna æftiʀ Orm, sun ... æftiʀ s[i]k ok let gærva bro þa[s]i fyriʀ and ok salu þæiʀa ... vitring þasi þit uit uiti æftiʀ
Översättning till nusvenska:
... reste denna sten efter Orm, [sin] son ... efter sig och lät göra denna bro för deras ande och själ ... denna minnesvård ...